# 安东尼奥·马塞奥
何塞·安东尼奥·德拉卡里达德·马塞奥·格拉哈莱斯（西班牙語：José Antonio de la Caridad Maceo y Grajales；1845年6月14日—1896年12月7日），古巴军事人物，古巴独立战争革命军领袖。
马塞奥在作战期间多次受伤而全部生还，因而其部下又称他为“青铜巨人”（El Titán de Bronce）；西班牙人称他为“大狮子”（El León mayor）。
马塞奥善于游击作战，是19世纪拉丁美洲著名的游击战领袖。

## 生平

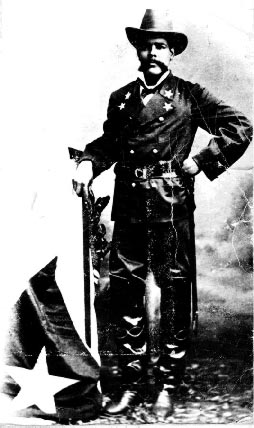
身着军装的马塞奥

马塞奥生于圣地亚哥，父亲是委内瑞拉裔农民、农产品商人，母亲是多米尼加非裔。父亲年轻时曾跟随西蒙·玻利瓦尔、何塞·安东尼奥·派斯的革命军作战。16岁开始，马塞奥在父亲手下做工。1868年，卡洛斯·曼努埃尔·德·塞斯佩德斯发动反对西班牙殖民者的起事，开启十年战争。马塞奥的父亲带领23岁的马塞奥及其兄弟一同参与革命军。马塞奥入伍时为二等兵，战果累累，从而在五个月内晋升至少校级别的指挥官，数周后又晋升至中校、上校，五年后晋升为准将。
在此期间，马塞奥率军参与了500多场战斗。他受伤至少25次而全部生还，因此被部下誉为“青铜巨人”（El Titán de Bronce）。由于其出身贫寒且有黑人血统，马塞奥遭到上层的歧视而一度难以晋升至少将。马塞奥反对古巴革命军同西班牙人议和，坚决反对《桑洪和约》。他流亡到美国，在纽约同卡利斯托·加西亚一起策划新的古巴革命，也就是后来的小战争。马塞奥并未参与小战争。有说法认为当时西班牙人针对马塞奥的混血血统声称古巴革命是“种族战争”，煽动种族主义势力抗拒革命思潮，因此马塞奥特意避开战局。
为了躲避西班牙殖民当局的刺杀行动，他到海地短暂居留，又逃亡至牙买加，最终定居在哥斯达黎加的瓜纳卡斯特省。哥斯达黎加总统给予马塞奥军事人员支援。在此期间，马塞奥和何塞·马蒂建立联络，谋划后来的1895年战争。在哥斯达黎加期间，他躲过一次暗杀。
1895年，马塞奥率军赶往古巴，在古巴东端的巴拉科阿登陆，潜入当地山区，并和圣地亚哥地区的革命军会合。古巴革命军的总司令由马克西莫·戈麦斯将军担任，马塞奥任中将，是军中仅次于戈麦斯的二号人物。马塞奥向古巴西端发起进攻，也即“突进战役”，在哈瓦那和比那尔德里奥同西班牙殖民军作战数月，在1896年10月抵达古巴西端的曼图阿。面对军力和装备占优的殖民军，马塞奥运用了游击战和全面野战结合的策略，牵制了至少25万西军，其兵力贯穿古巴全岛，而且能够轻易绕过西班牙人修建的防御工事。马塞奥麾下军队高效的作战能力也有赖于戈麦斯部署的完善的指挥网络。

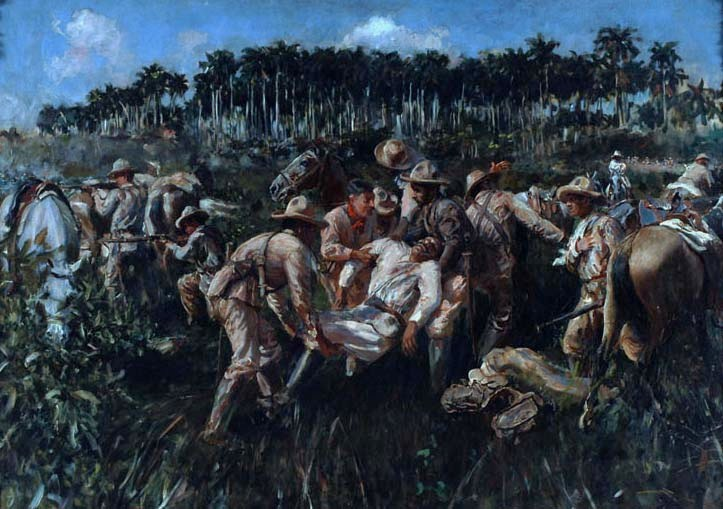
描绘马塞奥之死的油画

1896年12月7日，马塞奥抵达哈瓦那省蓬塔布拉瓦附近，向圣彼得罗农场行进。陪同他的只有数位私人护卫、军医，何塞·米罗·阿亨特（José Miró Argenter）准将，以及至多20人的小部队。为便于军马行进，他们前去剪开篱笆，但被西班牙人发现，马塞奥胸口和下巴中弹，子弹穿过头骨而阵亡。随从他的战友弗朗西斯科·戈麦斯·托罗（Francisco Gómez Toro）也被西班牙人砍死。由于火力过于密集，其部下难以抬走马塞奥的遗体，到次日才被友军收走。

## 后世影响
马塞奥的遗体最初被部下在一处农场秘密安葬，农场主是一对兄弟，他们到古巴独立后将马塞奥的安葬地点告之于众。
如今，马塞奥及其战友弗朗西斯科·戈麦斯的遗体一同安葬在哈瓦那南部的卡纳瓦尔纪念碑下，如今是古巴人的朝圣地之一。古巴历史学界将马塞奥之死视为一场悲剧，和何塞·马蒂之死一样让爱国者悲伤。
马塞奥不仅仅是卓越的军事领袖，也是一位颇有影响力的政治策略者和军事策划者。他支持建立共和制政权，主张自由、平等、博爱的理念，认为政府应追求社会正义。何塞·马蒂等一众古巴领袖都受到其思想的影响。马蒂评价马塞奥的“头脑和臂膀一样强大”。马塞奥是共济会成员，他在信函中经常提及其座右铭“上帝、理性、美德”。相传他在1890年11月3日的话语被视为名言：“我对于国家和我自己的政治理念的责任，首先是尽人为努力；借此我达至自由的基石，否则就为争取我的国家的救赎而牺牲。”
马塞奥的肖像出现在古巴5比索的纸币正面。古巴圣地亚哥的国际机场名为安东尼奥·马塞奥机场。哈瓦那亦有以安东尼奥·马塞奥命名的广场。

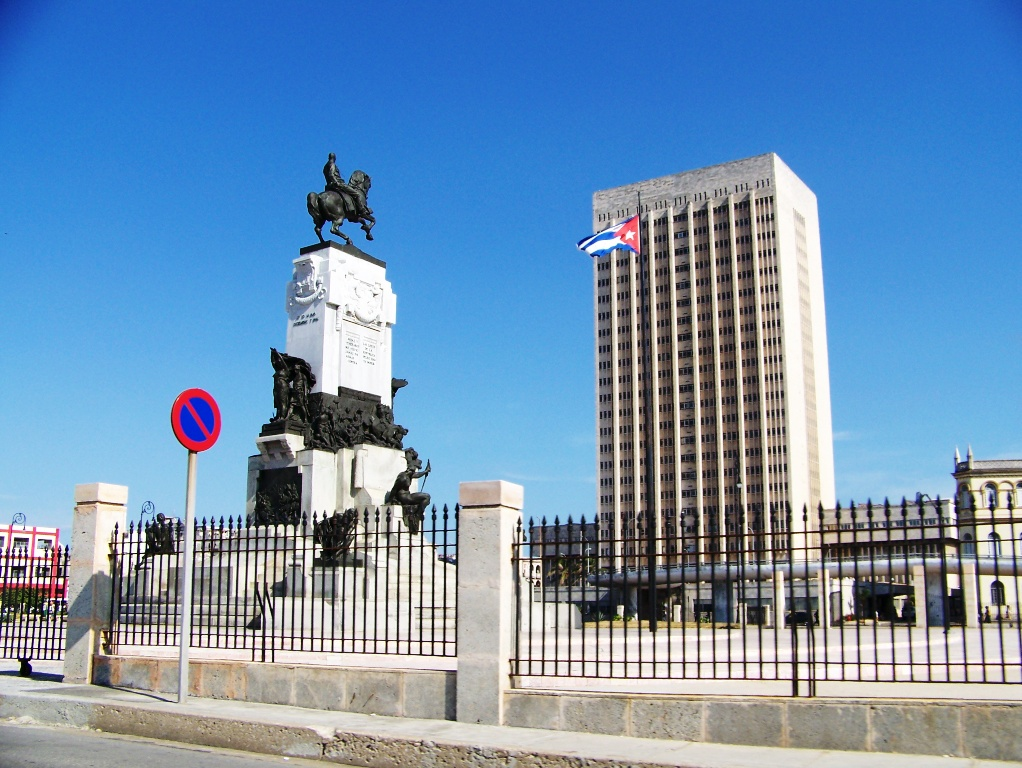
哈瓦那埃尔马诺斯·阿梅赫拉斯医院（英语：Hermanos Ameijeiras Hospital）左侧的马塞奥纪念碑
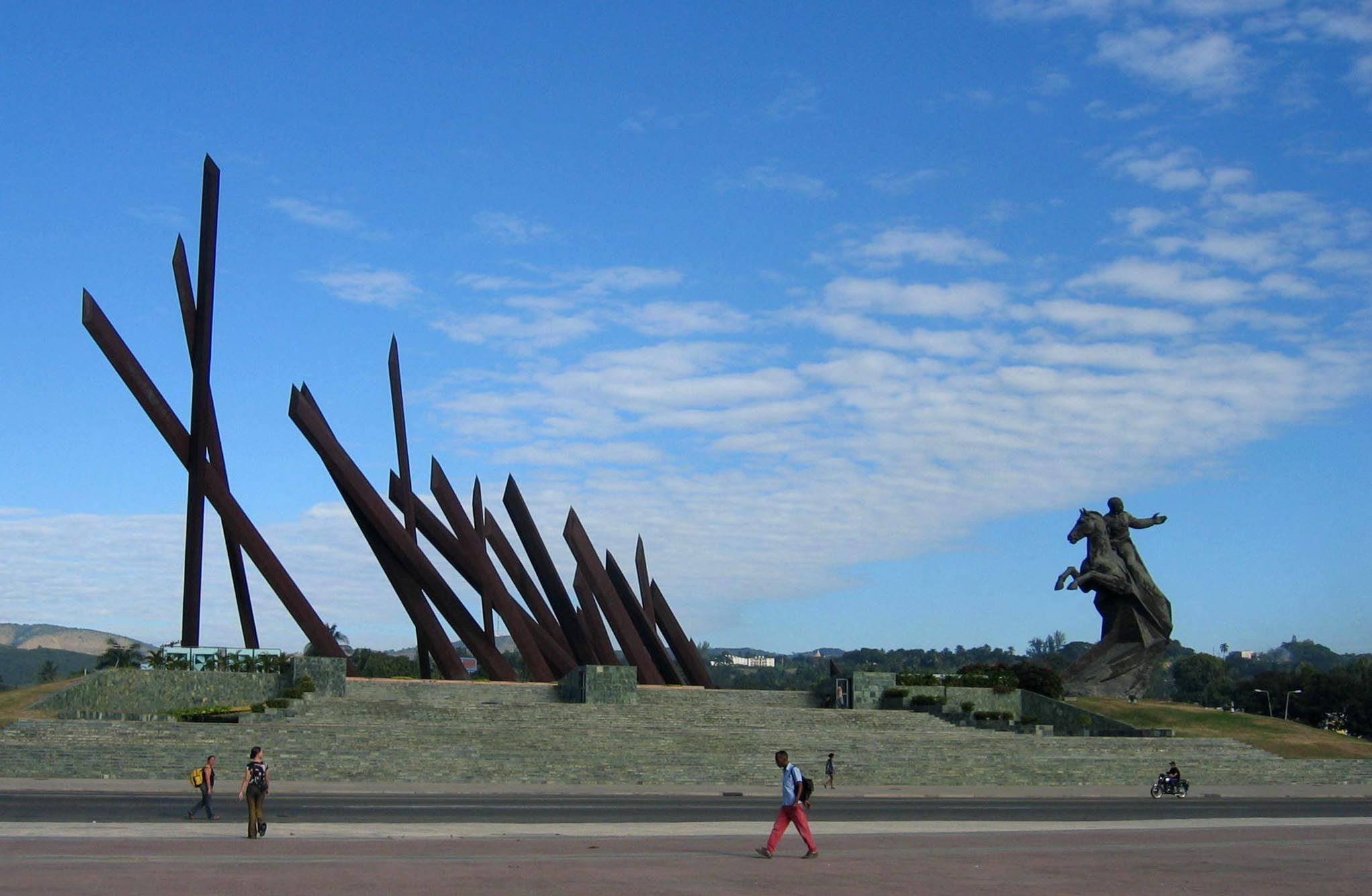
圣地亚哥的马塞奥纪念碑

### 书目
- Foner, Philip Sheldon. Antonio Maceo: The "Bronze Titan" of Cuba's Struggle for Independence. New York: Monthly Review Press, 1978.
- Helg, Aline.  Our Rightful Share: The Afro-Cuban Struggle for Equality, 1886-1912.  Chapel Hill, NC: University of North Carolina Press, 1995.
- Scott, Rebecca J.  Degrees of Freedom: Louisiana and Cuba after Slavery.  New York: Belknap Press, 2005.
- Wade, Peter.  Race And Ethnicity In Latin America.  London: Pluto Press, 1997.
- Whitten Norma E. and Torres, Arlene.  Blackness in Latin America & the Caribbean: Social Dynamics and Cultural Transformations (2 volumes).  Bloomington, IN: Indiana University Press, 1998.